# Левин, Макс Людвигович
Ма́кс Лю́двигович Леви́н (нем. Max Levien; 21 мая 1885, Москва — 17 июня 1937, там же) — немецкий и русский политический деятель-коммунист, один из соучредителей Коммунистической партии Германии (КПГ). Будучи первым председателем партии КПГ в Баварии, он в апреле 1919 года был одним из главных героев Баварской советской республики, возникшей после ноябрьской революции 1918 года в Германии.

## Биография

### Ранние годы
Родился в немецкой купеческой семье в Москве в 1885 году. По отцовской линии был потомком гугенотских иммигрантов в Россию по фамилии Lavigne. Его отец Людвиг Иванович (Иоганнович) Левин, германский подданный, был среди прочего представителем нескольких европейских машиностроительных заводов в Москве; мать — Екатерина Фёдоровна Левина (в девичестве Кондратьева), с 1902 года владелица двухэтажного особняка с мезонином № 13 в Денежном переулке. Племянник — физик Лев Андреевич Арцимович.
Его обучение началось в 1893 году в Московской немецкой гимназии и продолжилось в 1897 году в Майсене, где он окончил курс в 1902 году. Осенью 1905 года он прервал свои научные исследования в университете Галле для участия в революции в России. Вступив в партию социалистов-революционеров в 1906 году, он был арестован Охранкой и приговорён к тюремному заключению в Москве.
В Швейцарии вступил в Российскую социал-демократическую партию, имел контакты с Лениным и стал последователем большевиков. После окончания обучения Левин отправился в Германию и получил германское гражданство. 29 октября 1913 года он добровольно поступил в Королевский баварский пехотный спасательный полк и служил с 1914 по 1918 год на многих фронтах Первой мировой войны, попеременно сражаясь во Франции, Италии, Сербии и Румынии.

### Революция и Баварская советская республика

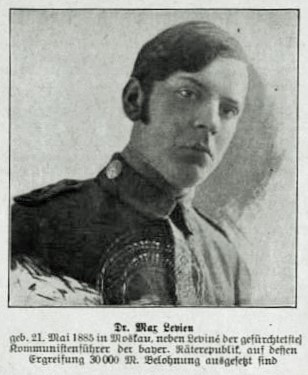
Макс Левин, председатель КПГ, Баварская республика, 1919 год.

Во время ноябрьской революции он активно участвовал в солдатских советах, тесно сотрудничая с анархистским писателем и активистом Эрихом Мюзамом. Левин стал председателем Совета солдатских депутатов Мюнхена и мюнхенской группы «Спартак». Он участвовал в качестве делегата от Мюнхена в учредительном съезде Коммунистической партии Германии (КПГ) в течение Нового 1918—1919 годов и стал председателем КПГ в Баварии. Левин был вместе с Евгением Левине одним из лидеров второй фазы Советской Республики после подавления правого контр-переворота в Вербное воскресенье 13 апреля 1919 года. В отличие от Левине Левин не был еврейского происхождения, но тем не менее политические оппоненты пытались его опорочить, утверждая, что он еврей. Левин был арестован после подавления Баварской Советской Республики, но ему удалось бежать в Вену в мае 1919 года. Там его снова арестовали.
Карл Рецлав, который лично знал и работал с ним, написал в своей биографии: «Макс Левин был интересной фигурой. Около 35 лет, средние, пышные темные волосы — „грива художника“ — доктор наук и отличный, яркий оратор». Тогда же ватиканский нунций Эуджeнио Пачелли, будущий папа Пий XII, весьма резко отзывался о Левине: «Левин — молодой человек, тоже русский и еврей. Бледный, грязный, с одурманенными глазами, вульгарный, омерзительный…».
Австрийское правительство освободило Левина к концу 1920 года. До этого велись долгие переговоры после того, так как баварская судебная система направила запрос о его экстрадиции.

### Эмиграция в СССР
Левин переселился в Москву в июне 1921 года, там он сначала занимался борьбой с голодом в Поволжье. Избранный в 1922 году в Исполнительный комитет Коминтерна (ИККИ), он работал в его аппарате и участвовал в 1924 году в 5-м Всемирном конгрессе Коммунистического Интернационала. Левин также работал редактором Коминтерновского журнала «Под знаменем марксизма» и читал лекции в Коммунистическом университете национальных меньшинств Запада. В 1925 году он стал членом Коммунистической партии Советского Союза. В течение этого времени Левин был тесно связан с опальным бывшим лидером КПГ Аркадием Масловым.
В 1925 году вступил в РКП(б). С 1927 года работал в Коммунистической академии: заведовал сначала математическим, а позже биологическим отделением Секции естественных и точных наук, в 1928 году основал Отделение истории наук, был кандидатом в члены и членом Президиума Комакадемии (с 1928 г.).
С 1932 года работал в МГУ, одновременно был одним из редакторов Большой Советской Энциклопедии, «Зоологического журнала» и ряда других изданий, заведовал кабинетом истории и философии естествознания в Московском университете.

### Арест и гибель
В 1937 Левин стал жертвой Большого террора. Он был арестован НКВД 10 декабря 1936 года и в марте 1937 года был первоначально приговорён к пяти годам тюремного заключения. Но 16 июня приговор был пересмотрен, и его приговорили к смертной казни, которая была приведена в исполнение на следующий день.
Макс Левин классифицируется российским историком Александром Ватлиным как жертва немецкой операции НКВД, однако он был приговорён и казнен до того, как Николай Ежов подписал приказ о начале этой операции.
Прах похоронен на Донском кладбище в Москве.

## Семья
- Жена (в СССР) — Бронислава Борисовна Майнфельд, одна из первых русских женщин-инженеров, начальник цеха коробки скоростей автозавода АМО/ЗИС[6][7][8], первый раз арестована как ЧСИР, срок 8 лет отбывала в Темлаге, во время войны освобождена раньше окончания срока в 1944, и по требованию директора И. А. Лихачёва возвращена на ЗИС[9], в 1950 году арестована второй раз по делу ЗИС, срок 25 лет, отбывала в Степлаге (Кенгир). Освободившись, добилась реабилитации мужа[8].

## Адреса
- 1936 — Москва, 1-й Неопалимовский пер., д. 16, кв. 7[6].

## Печатные труды
- Левин Макс. Воспоминания члена правительства Баварской коммуны // Огонёк. 1929. № 15.